# Liberté de religion en Biélorussie
La liberté de religion est constitutionnellement garantie en Biélorussie. Toutefois, cette liberté théorique est assortie d'une interdiction des activités religieuses « dirigées contre la souveraineté de l'État, son système constitutionnel et l'harmonie civique ».

## Textes réglementaires

### Liberté théorique
La Constitution de la Biélorussie accorde aux individus la liberté de professer n'importe quelle croyance religieuse et la participation à au culte est autorisée par la loi. Toutes les confessions sont constitutionnellement égales devant la loi et les relations entre l'État et les organisations religieuses sont régies par la loi. Alexandre Loukachenko déclare en novembre 2012 qu'il « ne [se] souvien[t] pas d'une seule escarmouche pour des motifs religieux en Biélorussie, pas même une dispute ».
La question religieuse en Biélorussie relève systématiquement de l'Office du représentant plénipotentiaire pour les affaires religieuses et la nationalité, dont le commissaire est Alexandre Roumak depuis le 21 décembre 2020.
Les missions de cet organisme sont larges ; officiellement, il participe à l'élaboration et à la mise en œuvre des politiques de l'État en matière de religion, fait respecter et protège les droits et la liberté de religion, surveille les activités des organisations religieuses et le respect de leurs chartes, réglemente les relations entre l'État et les organisations religieuses, assure la liaison avec les organismes d'État et les organisations religieuses à leur demande, encourage la tolérance et la compréhension mutuelle entre les organisations religieuses de diverses confessions et nationalités, et étudie la dynamique et les tendances des relations interconfessionnelles afin de prévenir l'exclusivité religieuse et le traitement irrespectueux des religions et nationalités.

### Restrictions légales
Toutefois, toutes les confessions ne sont pas égales. En effet, un Concordat régit les rapports entre l'État et l'Église orthodoxe de Biélorussie, un exarchat rattaché au patriarcat de Moscou. Cette Église est en conséquence financée par l'État. D'autre part, la loi reconnaît l'importance des confessions historiquement présentes dans le pays, et qualifiées de « croyances traditionnelles » : catholicisme, judaïsme, l'islam et luthéranisme. Sont notamment comptées parmi les confessions non « traditionnelles » le Orthodoxes vieux-croyants, les grecs-catholiques ainsi que les calvinistes.
Le concordat précise que l'État biélorusse et l'Église orthodoxe de Biélorussie sont associés pour « combattre les structures pseudo-religieuses qui présentent un danger pour les individus et la société ». Les statistiques officielles sont ainsi manipulées pour donner plus de visibilité à l'Église orthodoxe, qui compte officiellement trois cent mille fidèles, quand les observateurs locaux affirment qu'elle en compte six fois moins.
D'autre part, la loi sur la liberté de conscience et les organisations religieuses adoptée en 2002 est, selon les observateurs locaux, « la plus répressive d'Europe ». Une « communauté religieuse » est définie en Biélorussie par le rassemblement d'au moins vingt personnes majeures ; l'enregistrement d'une nouvelle communauté religieuse nécessite la soumission d'une demande officielle contenant notamment une liste des noms des participants, de leur lieu de résidence, de leur citoyenneté et la signature des fondateurs, mais également des copies des statuts fondateurs, le procès-verbal de sa réunion fondatrice, l'autorisation des autorités régionales confirmant le droit de la communauté à occuper ou à utiliser toute propriété mentionnée dans ses statuts fondateurs, ainsi que tout texte considéré comme fondateur ou sacré par les membres de la communauté, mais aussi des informations sur les pays qui ont interdit cette religion et les procès qui lui éventuellement intentés ailleurs dans le monde.
À la suite de cette demande, la commission se donne six mois d'examen de cet enregistrement. Elle examine notamment les enseignements fondamentaux de la religion ainsi que ses rituels, ses pratiques, son histoire, ses formes et ses méthodes d'activités, ses services d'aide sociale et de bienfaisance, ses activités de prosélytisme et de mission, ses approches du mariage et de la famille, ses activités éducatives, ses attitudes à l'égard des soins de santé et sa conformité aux exigences légales biélorusses.

## Mise en œuvre

### Entre 2002 et 2020
En pratique, les ONG notent « des violations de la liberté de religion et de croyance et des libertés connexes d'expression, d'association et de réunion dans le pays [qui] se sont aggravées dans un contexte de protestations généralisées et continues contre les résultats falsifiés de l'élection présidentielle d'août 2020 et contre les autres violations graves, perpétrées par le régime, des droits de l'homme ».
En pratique, les confessions protestantes sont souvent celles confrontées au plus grand nombre d'obstacle à la pratique de leur foi ; mais les catholiques et orthodoxes, ainsi que les religions non chrétiennes, sont également opprimées. Des bâtiments religieux appartenant aux communauté sont parfois confisqués, ou des taxes normalement indues sont réclamées.
La liberté religieuse affichée par le pays est parfois invoquée pour limiter la liberté d'expression. Ainsi, à la suite de la publication des caricatures de Mahomet par le Jyllands-Posten et à la reproduction de certaines dans le journal Zhoda, son rédacteur Alyaksandr Zdvizkhou est le seul journaliste au monde à être incarcéré pour cette diffusion, condamnation que le président du département spirituel musulman, Ismail Varanovich, trouve lui-même « trop sévère ».

### Après 2020
L'élection présidentielle de 2020 est l'occasion d'un durcissement de la politique de Loukachenko vis-à-vis des religions. Le 22 août, le président autoproclamé affirme que « les églises et les chapelles ne sont pas faites pour la politique », et que « l’État ne restera pas indifférent face à [leurs] prises de position ».
Après l'élection, Tadeusz Kondrusiewicz (pl), archevêque de Minsk-Moguilev, est ainsi refoulé en Pologne le 31 août 2020 alors qu'il est de citoyenneté biélorusse